# Bajinci (Crna Trava)
Pour les articles homonymes, voir Bajinci.
Bajinci (en serbe cyrillique : Бајинци) est un village de Serbie situé dans la municipalité de Crna Trava, district de Jablanica. Au recensement de 2011, il comptait 11 habitants.

## Démographie
| 1948 | 1953 | 1961 | 1971 | 1981 | 1991 | 2002 | 2011 |
| ---- | ---- | ---- | ---- | ---- | ---- | ---- | ---- |
| 420  | 398  | 305  | 130  | 86   | 34   | 23   | 11   |

|  |